# Gaspare Cataldo
Gaspare Cataldo (Alcamo, 25 gennaio 1902 – Roma, 13 marzo 1970) è stato un commediografo, sceneggiatore e giornalista italiano.

## Biografia
Cataldo esordì nel teatro nel 1938, scrivendo assieme ad Alessandro De Stefani, una commedia comica di successo, intitolata Ecco la fortuna.
Successivamente realizzò numerose operine umoristico-sentimentali apprezzate dal pubblico.
Il suo capolavoro fu probabilmente Buon viaggio, Paolo (1946), messo in scena dalla compagnia Morelli-Stoppa, che introduce temi crepuscolari all'interno di una struttura drammatica aggiornata alle più recenti evoluzioni del teatro contemporaneo europeo.
Svolse anche una prolifica attività come sceneggiatore cinematografico, collaborando soprattutto con Guido Brignone, Giacomo Gentilomo, Mario Camerini e Nunzio Malasomma, vincendo il Nastro d'argento per la migliore sceneggiatura nel 1947 con I fratelli Karamazoff, una delle sue prove più impegnative.

## Filmografia

### Sceneggiatore
- Centomila dollari, regia di Mario Camerini (1940)
- Una romantica avventura, regia di Mario Camerini (1940)
- Luna di miele, regia di Giacomo Gentilomo (1941)
- Una storia d'amore, regia di Mario Camerini (1942)
- In due si soffre meglio, regia di Nunzio Malasomma (1943)
- Incontri di notte, regia di Nunzio Malasomma (1943)
- Gioco d'azzardo, regia di Parsifal Bassi (1943)
- La signora in nero, regia di Nunzio Malasomma (1943)
- Amanti in fuga, regia di Giacomo Gentilomo (1946)
- Avanti a lui tremava tutta Roma, regia di Carmine Gallone (1946)
- Cronaca nera, regia di Giorgio Bianchi (1947)
- I fratelli Karamazoff, regia di Giacomo Gentilomo (1947)
- Cuore, regia di Duilio Coletti e Vittorio De Sica (1948)
- Il bacio di una morta, regia di Guido Brignone (1949)
- Vent'anni, regia di Giorgio Bianchi (1949)
- Il nido di falasco, regia di Guido Brignone (1950)
- Santo disonore, regia di Guido Brignone (1950)
- Atto di accusa, regia di Giacomo Gentilomo (1950)
- Core 'ngrato, regia di Guido Brignone (1951)
- Carcerato, regia di Armando Grottini (1951)
- La vendetta di una pazza, regia di Pino Mercanti (1951)
- Quattro rose rosse, regia di Nunzio Malasomma (1951)
- Senza veli, regia di Carmine Gallone e Arthur Maria Rabenalt (1952)
- La voce del sangue, regia di Pino Mercanti (1952)
- Processo contro ignoti, regia di Guido Brignone (1952)
- Ivan, il figlio del diavolo bianco, regia di Guido Brignone (1953)
- Papà Pacifico, regia di Guido Brignone (1954)
- Cortile, regia di Antonio Petrucci (1955)
- Moglie e buoi, regia di Leonardo De Mitri (1956)
- Akiko, regia di Luigi Filippo D'Amico (1961)

## Opere

### Teatro
- Ecco la fortuna (1938)
- Buon viaggio, Paolo (1946)